# Golfo de Penas

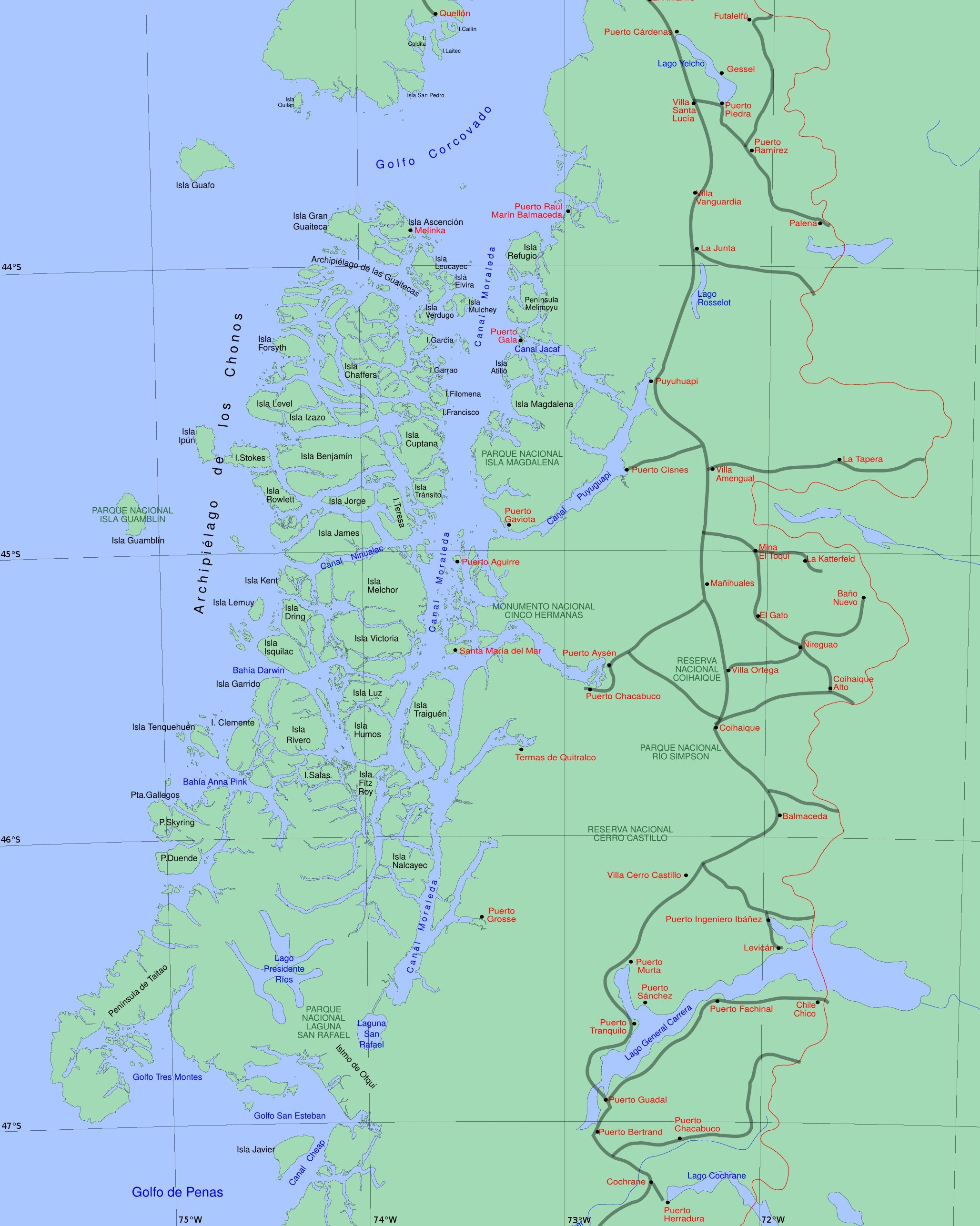
Localização do Golfo de Penas

O golfo de Penas é um corpo de água localizado a sul da península Taitao, no Chile. Aberto às tempestades do  oceano Pacífico, permite no entanto a entrada em vários portos de abrigo naturais. Entre estes estão os golfos de "Tres Montes" e "San Esteban", e a Baía Tarn à entrada do canal Messier.